# Galeocharax
Galeocharax är ett släkte av fiskar. Galeocharax ingår i familjen Characidae.
Kladogram enligt Catalogue of Life:
| Galeocharax | \| \| Galeocharax gulo \| \| \| \| \| \| Galeocharax humeralis \| \| \| \| \| \| Galeocharax knerii \| \| \| \| |
|             | \| \| Galeocharax gulo \| \| \| \| \| \| Galeocharax humeralis \| \| \| \| \| \| Galeocharax knerii \| \| \| \| |
|             | Galeocharax gulo                                                                                                |
|             | |
|             | Galeocharax humeralis                                                                                           |
|             | |
|             | Galeocharax knerii                                                                                              |
|             | |